# Smilisca fodiens
Smilisca fodiens es una especie de anfibio anuro de la familia Hylidae.

## Distribución geográfica
Esta especie habita desde Arizona en los Estados Unidos hasta los estados de Michoacán y Zacatecas en México.

## Publicación original
- Boulenger, 1882 : Description of a new genus and species of frogs of the family Hylidae. Annals and Magazine of Natural History, sér. 5, vol. 10, n.º 58, p. 326-328[5]